# Picavus
Picavus litencicensis es una especie de ave extinta del orden Piciformes que vivió durante la época del Rupeliense (principios del Oligoceno) en lo que ahora es la República Checa. Fue descrita por Gerald Mayr y Růžena Gregorová en 2012, y es la única especie clasificada en la familia Picavidae.